# El Corte Inglés
El Corte Inglés es un grupo de distribución mundial con sede en España, compuesto por empresas de distintos formatos, siendo el principal el de grandes almacenes, seguido por el de la venta en internet. Asimismo, se trata de una empresa familiar, al concentrarse la mayor parte de sus acciones entre familiares del fallecido empresario Ramón Areces y César Rodríguez González y la fundación que lleva su nombre. Su sede actualmente se encuentra en Madrid.

## Origen e historia

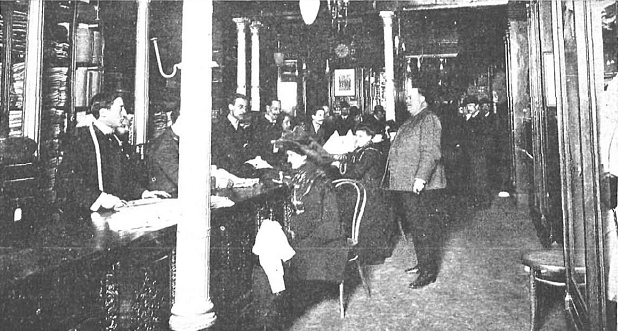
Vista del interior de la sastrería «El Corte Inglés», 1904, en Nuevo Mundo.

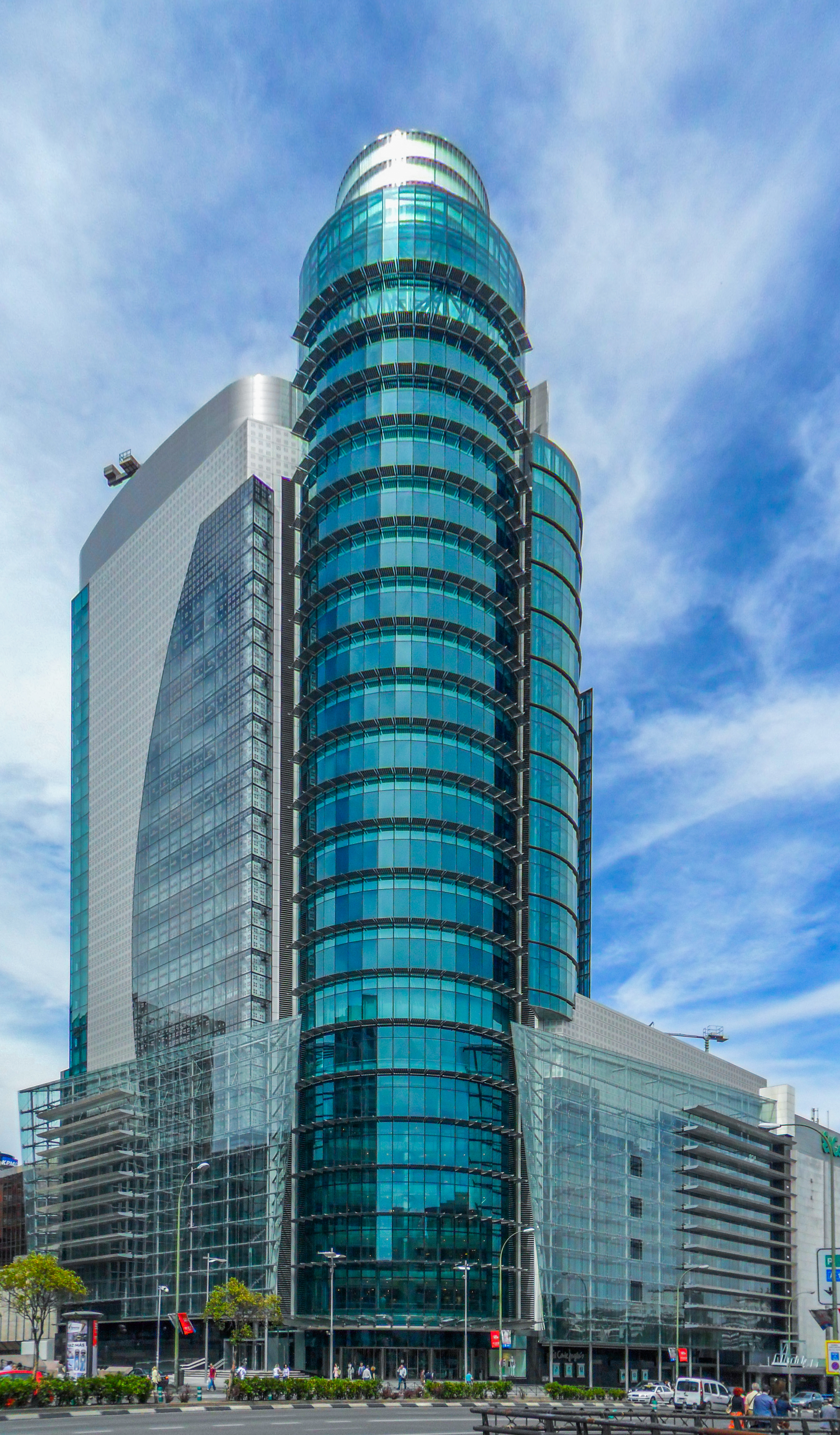
El Corte Inglés del complejo AZCA (torre Titania), en Madrid.

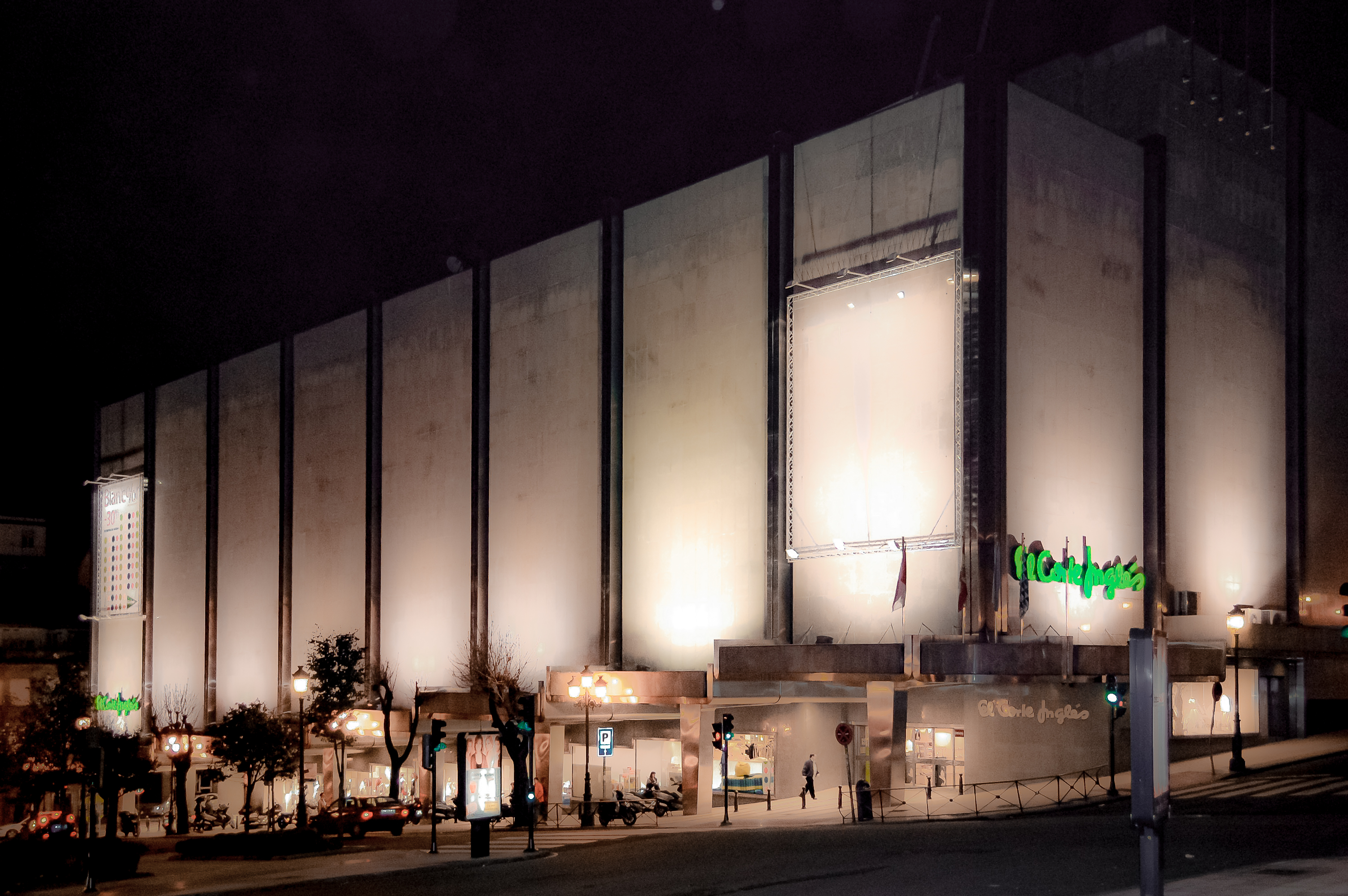
Vista de El Corte Inglés de la Gran Vía de Vigo (Pontevedra).

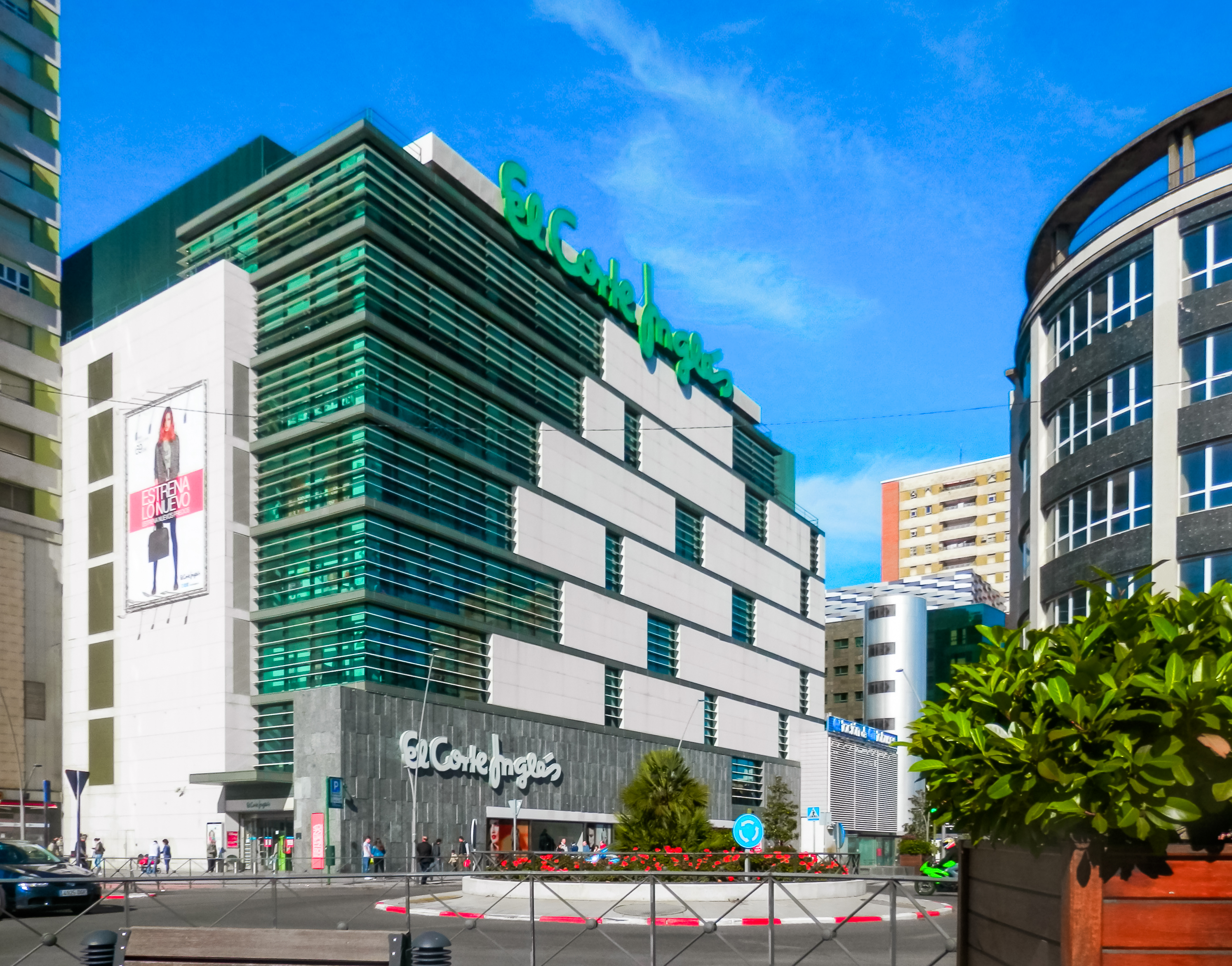
El Corte Inglés de la Avenida de Toledo de Talavera de la Reina (Toledo).

El Corte Inglés era una pequeña tienda en la calle Preciados de Madrid, con esquina a las calles Carmen y Rompelanzas, dedicada a la sastrería y confección para niños que había sido fundada en 1890 y que gozaba de cierto prestigio. La propiedad del inmueble, y de la tienda que se encontraba en sus bajos, era desde 1930 de Julián Gordo Centenera.
La situación del inmueble pronto levantó el interés del asturiano Pepín Fernández con vistas a satisfacer la ampliación del negocio que había inaugurado en 1934, con la asociación de empleados de Nuevas Pañerías y la aportación de capital de su primo César Rodríguez González, y que había bautizado como Sederías Carretas por encontrarse en la calle de Carretas 6. La idea que tenía en mente era la de ir comprando todos los inmuebles de dicha manzana para levantar sobre ella un edificio de nueva planta que albergara su establecimiento, lo que posteriormente hizo realidad con el nombre definitivo de Galerías Preciados.
César Rodríguez había pedido a Pepín Fernández que contratara en Sederías Carretas a su sobrino Ramón Areces que acababa de volver de Cuba y, ante la negativa de este a contratarle, le pidió que al menos le permitiera explotar la tienda de El Corte Inglés, situada en los bajos del solar que pensaba adquirir, mientras finalizaba la compra del resto de la manzana y procedía a la demolición y construcción del nuevo centro que tenía en mente. Pepín Fernández, que al igual que Ramón Areces se había formado con César Rodríguez en los Almacenes El Encanto de La Habana, aceptó esta última petición de su primo y así, el 23 de diciembre de 1935, procedió a traspasar la tienda en nombre de César Rodríguez y, posteriormente, el 25 de enero de 1936, a comprar el inmueble completo para Sederías Carretas. Traspasada por César Rodríguez la Sastrería, la pone a cargo de Ramón Areces que será el encargado de su gestión desde ese momento hasta su muerte, manteniendo el negocio a lo largo de 1936 y los tres años de guerra civil española posteriores.
Terminado el enfrentamiento bélico, en 1939, y ante la necesidad de Sederías Carretas del solar donde más tarde se encontraría el primer edificio de Galerías Preciados, El Corte Inglés es trasladado en junio de 1940 a la calle Preciados 3 esquina con la calle Tetuán, donde se encontraban los Almacenes El Águila. Entonces se constituye como Sociedad Limitada, con un capital de un millón de pesetas suscrito a partes iguales entre César Rodríguez, que se convierte en el primer presidente de El Corte Inglés S. L., y Ramón Areces, aportando este su parte de capital mediante un préstamo que aquel le facilita. Posteriormente en sucesivas ampliaciones de capital será César el que se haga con la mayoría de las participaciones aun cuando es Ramón el encargado de la estrategia comercial y del día a día del negocio.
Entre 1945 y 1946, tras adquirir una mayor parte del edificio y realizar la correspondiente reforma, la superficie de venta alcanza los 2.000 m² en cinco plantas y se pone en marcha una estructura de venta por departamentos  emulando a la ya existente en Galerías Preciados fundada en 1943.
El crecimiento de la empresa sigue siendo continuo por lo que en 1952, además de haber adquirido prácticamente todo el edificio que ocupaba, se convierte en Sociedad Anónima, en la que César Rodríguez sigue siendo el presidente y accionista mayoritario, cargo que ocupará hasta su muerte en 1966. Tras ésta, Ramón Areces, que hasta entonces había sido director general de la empresa, pasa a desempeñar el puesto de presidente y a convertirse en el mayor accionista de la compañía.
Es la competencia entre El Corte Inglés y Galerías Preciados, a partir de las décadas 50 y 60, la que producirá una revolución en el mercado de la distribución española, introduciendo las rebajas de temporada (Rebajas de enero), las campañas publicitarias (Ya es primavera en El Corte Inglés), el aire acondicionado en la tienda, el uso masivo de la publicidad, la introducción del escaparatismo a gran escala, las tarjetas de compras, la informatización del punto de venta, etc.
A la muerte de Ramón Areces en 1989, se hace cargo de la presidencia su sobrino Isidoro Álvarez Álvarez, que prosigue el proceso de expansión, siempre mediante la autofinanciación, opacidad en la gestión y la prudencia en la inversión.
La expansión de El Corte Inglés empieza en 1962 con la apertura de su segundo centro de ventas, situado en Barcelona, y continúa hasta hoy con la apertura de nuevos centros, aunque ya diversificados en distintos formatos del que el segundo tipo fue Hipercor, cuya introducción se realiza en Sevilla en 1980.
En el modelo de grandes superficies de distribución la tercera y última expansión se realiza con la creación en 2006 de Bricor para venta de material de decoración y bricolaje.
La expansión de El Corte Inglés hasta los años 80 resulta lenta en comparación con la de Galerías Preciados. Esto es debido a la política impuesta por Ramón Areces de prescindir en lo posible de la financiación ajena y expandirse solo mediante autofinanciación.[cita requerida]
La expansión en el formato de pequeña y mediana superficie también es tardía y solo empieza con un acuerdo con Repsol en 1998 por el que El Corte Inglés crea tiendas de conveniencia en las estaciones de servicio de la primera, denominándolas en un primer momento Repsol-Supercor y posteriormente, en 2008, Repsol-Opencor para identificarlas con la cadena de tiendas de conveniencia que no se encuentran en una estación de servicio creadas en 2000 con el nombre de Opencor. En 2000 también crea el formato de supermercado de proximidad, Supercor. Finalmente en 2001 aparece Sfera dedicada a la distribucíón minorista de moda de gran consumo.
En cambio en 1969 se inicia la expansión hacia otros sectores más allá de la distribución con la creación de Viajes El Corte Inglés y se continúa este tipo de expansión en 1980 con la constitución de Investrónica y en 1988 con la creación de Informática El Corte Inglés, IECISA.
La expansión internacional empieza en 1983 con la adquisición en EE. UU. de The Harris Company, una cadena de almacenes por departamentos de mediana superficie. El éxito no es el esperado y en 1998, mediante un acuerdo con Gottschalks Inc., este último absorbe los primeros a cambio de ceder a El Corte Inglés una participación del 16% de su accionariado. Esta expansión en EE. UU. finalmente supone una inversión fallida al declararse Gottschalks en bancarrota en enero de 2009 lo que provoca una mayor prudencia en su expansión internacional que solo es repetida en el formato de Grandes superficies mediante la apertura de El Corte Inglés en Portugal en 2001 y se limita mucho en el formato de pequeña y mediana superficie con Sfera como único proyecto y preferentemente a través de franquicias fuera de España y Portugal.
A partir de la mitad de los años 90 la expansión nacional se intensifica mediante la adquisición en 1995 de su eterno rival Galerías Preciados que se encontraba en suspensión de pagos tras una crisis profunda que empezó con una escalada de endeudamiento de la compañía empujando a su principal acreedor, el Banco Urquijo, a hacerse en 1979 con el control de la gestión y que continuó, tras la expropiación y posterior privatización del Grupo Rumasa en 1983 que había adquirido Galerías Preciados en 1981.
En 2001, El Corte Inglés también se hizo con cinco hipermercados de los que se tuvo que desprender Carrefour al consumarse la fusión de Pryca con Continente. Este mismo año El Corte Inglés compró todos los centros que la cadena británica de grandes almacenes Marks & Spencer tenía en la península (nueve centros en total) con motivo de su abandono del mercado español (aunque manteniendo los centros en las Islas Canarias) para focalizarse en su mercado originario, el británico.
En julio de 2015 un jeque catarí, Hamad Bin Jassim Bin Jaber Al Thani, llegó a un acuerdo para comprar el 10% de El Corte Inglés por 1000 millones de euros, como indicaba el diario Cinco Días. Para dicha operación el jeque catarí contó con la colaboración del testaferro gallego David Barreiro Nogaledo, al que el fiscal de la Audiencia Provincial de Madrid investigó por posible blanqueo y apropiación indebida, al utilizar sociedades pantalla en paraísos fiscales para esta operación. Esta operación supuso un sonado fracaso financiero para el jeque, quien no consiguió rentabilizar su inversión, y tuvo finalmente que vender a pérdidas la mitad de su participación. 
En 2022 el jeque catarí redujo su participación al 5%. Se desconoce si, tras el fiasco de la operación de inversión, el jeque siguió contando con el testaferro gallego para esta operación. 
En marzo de 2018 El Corte Inglés cerró el establecimiento que tenía en La Rambla en Barcelona y en julio de ese mismo año las tiendas que tenía en el Centro Comercial Modoo de Oviedo
El Corte Inglés anunció en mayo de 2019 la reforma del centro de Arroyosur (Madrid). El centro, que arrastraba grandes pérdidas, reabrirá en 2020 con el nombre de MAD-FD Fashion District
A finales de noviembre de 2019, El Corte Inglés informó de la venta de su filial de tecnologías de la información IECISA, al grupo fránces GFI, por un importe de 300 millones de euros en efectivo, a cambio el grupo empresarial controlado por Mannai Corporation, se hará con el 100% de la filial.
En junio de 2020 El Corte Inglés compra la compañía de servicios y seguridad privada MEGA 2 por 28 millones de euros
En abril de 2022 la empresa anuncia el cierre de las tiendas situadas en los centros comerciales de Parquesur y La Vaguada en Madrid el 31 de julio de ese mismo año, dentro de una reordenación comercial.
En abril de 2023, El Corte Inglés anuncia el cierre de uno de los dos centros comerciales de La Coruña, sito en el CC Marineda City (tras su reconversión en Outlet), así como el cierre del Hipercor situado en el mismo edificio.

## Empresa

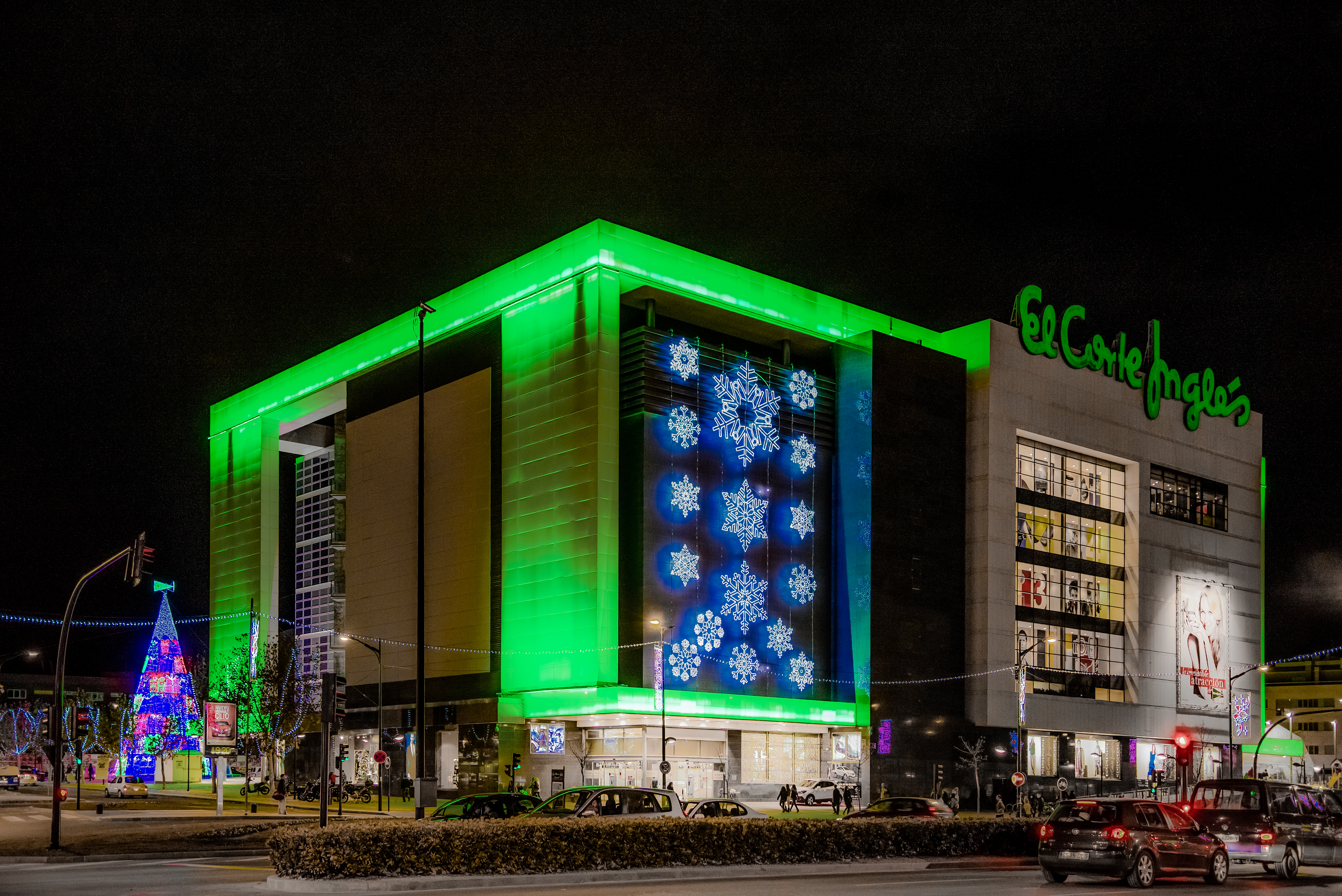
Vista nocturna de El Corte Inglés de la Avenida de España de Albacete, España, iluminado con el color de la compañía.

### Cifras
En el sector de la distribución, según la clasificación "Global Powers of Retailing" realizada por Deloitte Touche, en 2013 estaba clasificado por volumen de ventas en tercer lugar de España por detrás de Mercadona e Inditex y en el puesto 54 del mundo, con USD 17.143 millones. En 2020 había descendido hasta el puesto 97 mundial.
Como empresa familiar, y a fecha de 2008,[actualizar] El Corte Inglés se encontraba en el segundo puesto de España (solo por detrás del Banco Santander) y el 66 del mundo.
Tanto las ventas como el beneficio neto experimentaron subidas continuadas a lo largo de más de una década hasta 2007, cuando se registraron ventas por valor de casi 18.000 millones de euros y unos beneficios de 716,8 millones. Desde entonces, y coincidiendo con la crisis económica iniciada en 2008 la tendencia ha sido descendente. Los resultados del grupo consolidado en 2012 alcanzaron un importe neto de 14.552,45 millones millones de euros (12.507,6 en 2021), un beneficio neto de 171,5 millones de euros (120 en 2021) y un beneficio bruto de explotación (o ebitda) de 735 millones de euros (804,3 en 2021). En 2021 el grupo obtuvo un resultado positivo después de las pérdidas históricas registradas en 2020 de 2.945 millones, motivadas en gran medida por la epidemia de COVID-19.

### Resultados globales
Las cifras de ingresos y beneficios (brutos -ebitda- y netos) están expresadas en millones de euros.
| Año                          | 2002  | 2003  | 2004  | 2005  | 2006  | 2007   | 2008   | 2009   | 2010   | 2011  | 2012  | 2013  | 2014   | 2015   | 2016   | 2017  | 2018  | 2019  | 2020    | 2021  | 2022  | 2023  | 2024  |
| Ingresos (Cifra de Negocios) | 13000 | 14056 | 15049 | 15855 | 17093 | 17898  | 17362  | 16364  | 16413  | 15777 | 14552 | 14292 | 14592  | 15220  | 15504  | 15935 | 15783 | 15261 | 10432   | 12508 | 15327 | 16333 | 16675 |
| Empleados                    | s/d   | s/d   | 87610 | 92481 | 96871 | 97328  | 97389  | 101552 | 102699 | 99678 | 96678 | 93222 | 91437  | 91931  | 91690  | 92078 | 90004 | 88268 | 80814   | 79800 | 81424 | 81714 | 81714 |
| Ebitda                       | s/d   | 778   | 840   | 1373  | s/d   | 1326,5 | 1094,5 | s/d    | s/d    | 825   | 735   | 728   | 826,39 | 912,5  | 980,9  | 1054  | 1079  | 1097  | 142     | 804   | 951   | 1081  | 1209  |
| Beneficio neto               | s/d   | s/d   | 610,1 | 650,5 | 712,3 | 747,6  | 382    | 369    | 319    | 210   | 171   | 174   | 118,08 | 158,13 | 161,86 | 202   | 258   | 310   | (2.945) | 120   | 870   | 480   | 512   |

Fuente: El Corte Inglés

#### Facturación
| Facturación de El Corte Inglés entre 2002 y 2023 (en millones de euros) |
| ----------------------------------------------------------------------- |
|                                                                         |
| Fuente: El Corte Inglés (Información corporativa)                       |
| Gráfica elaborada por: Wikipedia                                        |

- El grupo alcanza los 16.675 millones de euros en volumen global de ingresos, con un crecimiento del 4,3% a superficie comparable.Mejoran todas las magnitudes en todas las áreas, con buen comportamiento del negocio de Retail, destacando Moda y Belleza.   El EBITDA asciende a 1.209 millones, un 11,9% más que el año anterior. El beneficio neto se sitúa en 512 millones, un 6,7% más que el ejercicio precedente, mientras que el beneficio neto recurrente asciende hasta los 470 millones de euros.     La deuda financiera neta se reduce en 263 millones de euros, y se sitúa por debajo de 1,5 veces EBITDA. La compañía afronta el ejercicio 2025-2026 con buenas perspectivas en sus distintas áreas de negocio.

#### Beneficio neto
| Beneficio neto de El Corte Inglés (en millones de euros) |
| -------------------------------------------------------- |
|                                                          |
| Fuente: El Corte Inglés (Información corporativa)        |
| Gráfica elaborada por: Wikipedia                         |

### Accionariado
El Corte Inglés S.A. es una empresa familiar, fundada por Ramón Areces. Aunque la compañía se caracteriza por una celosa privacidad en sus informaciones se ha indicado repetidas veces que el mayor paquete de acciones está en manos de la Fundación Ramón Areces, con un 37% del capital por legado de su fundador. En su momento, Isidoro Álvarez controlaba ese paquete como presidente de la Fundación, junto con sus acciones propias, que serían de entre un 15% y un 27 %, que le convertían en el mayor accionista individual de la compañía.
Cartera de Valores IASA, con un 22% es el segundo mayor accionista.
Actualmente, en torno a un 9 % se encontraría en manos de los de los hijos de Luis, hermano de Ramón Areces, a través de la Corporación Ceslar.
Cerca de un 3 % a partes iguales entre los cuatro hermanos Areces Fuentes hijos de Celestino, el otro hermano de Ramón, que adquirieron por herencia y liquidación de la sociedad instrumental Trust. En 1999 liquidaron esta y repartieron a partes iguales el accionariado. Posteriormente, tras un dilatado conflicto judicial, han vendido sus participaciones a El Corte Inglés.
Ingondel S. L constituida por descendientes de César Rodríguez ostentaba el 6% del capital del Corte Inglés. Fue adquirida en 2009. 
Un 7 % estaría en manos de Cartera Mancor S. L. también constituida por descendientes de César Rodríguez, a través de Paloma García Peña.
Cerca de un 3 % se encontraría entre otros miembros del consejo de administración y el resto se repartirían entre la autocartera y unos 3000 directores y ejecutivos de la propia firma. La compañía presume que sus accionistas siempre son a la vez trabajadores de ésta y existen limitaciones en la transmisión de acciones.
El Consejo de Administración de El Corte Inglés actualmente se encuentra formado por:
- Marta Álvarez Guil. elegida presidenta de la compañía el 11 de julio de 2019.[36]
- Cristina Álvarez Guil.
- Fernando Becker Zuazua.
- Manuel Pizarro Moreno.
- Javier Rodríguez-Arias Ambrosini
- Cartera Mancor, S.L, representada por Paloma García Peña.
- Corporación Ceslar, representada por Ana Carlota Areces Galán.
- Grupo Mutua (Representada por D. Ignacio Garralda Ruiz de Velasco)
- D. José Ramón de Hoces Íñiguez ( Consejero Secretario)

### Histórico de dirección
Consejero director general o presidente:
- César Rodríguez González
- Ramón Areces
- Isidoro Álvarez Álvarez
- Dimas Gimeno
- Jesús Nuño de la Rosa
- Marta Álvarez Guil

### Áreas de actividad

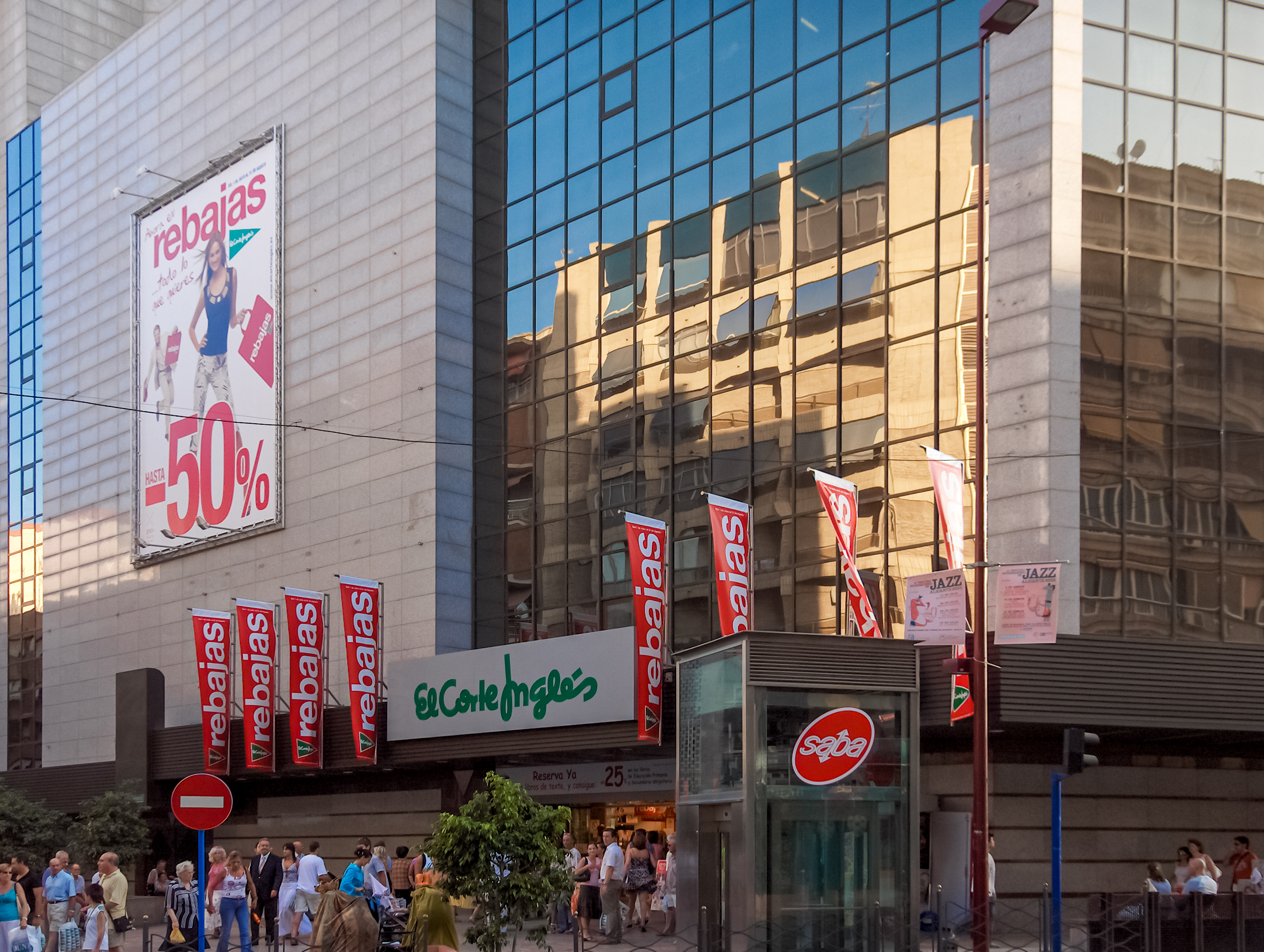
El Corte Inglés en Alicante, España.

El grupo empresarial se divide en las siguientes áreas de actividad, las cuales mercantilmente se suelen configurar como sociedades cuyo accionariado pertenece en su totalidad o de forma abrumadoramente mayoritaria a El Corte Inglés S.A.:
- El Corte Inglés S.A., empresa matriz. Su actividad es la clásica de la compañía desde su nacimiento, esto es, la distribución mediante almacenes de gran superficie por departamentos. Aunque su porcentaje de participación a los ingresos del grupo va descendiendo paulatinamente, en 2010 aun alcanzaba el 59% de los ingresos totales y cerca del 63,7% del beneficio neto. A 28 de febrero de 2013 El Corte Inglés tiene 86 centros, 84 en España y 2 en Portugal.
- Hipercor. Gran superficie dedicada a la distribución de alimentación y bazar. Nace ante la penetración del capital francés en el sector de la distribución alimentaria en grandes superficies durante los años ochenta a través de Alcampo, Pryca y Continente, estos dos últimos se fusionaron posteriormente y ahora utilizan como única marca en este formato la de Carrefour. A 28 de febrero de 2013 Hipercor se compone de 42 centros en España.
- Bricor. Gran superficie dedicada a la distribución de decoración y artículos de bricolaje. Nace como respuesta a la concentración del sector por el Groupe Adeo que fue formado desde el grupo Auchan, propietario de Alcampo entre otros, y posee en España las marcas Leroy Merlin, Aki y Bricomart. Cuenta con cinco centros en España. A 28 de febrero de 2013 Bricor dispone de 16 tiendas, 14 en España y 2 en Portugal.
- Supercor. Mediana superficie en formato de supermercado de proximidad con presencia en España y Portugal. Surge para competir con las cadenas de alimentación de proximidad ante su concentración a finales de los noventa como por ejemplo Caprabo, Eroski y Mercadona principalmente, aunque sin descartar algunos formatos de las cadenas DIA, hasta el año 2010 perteneciente al grupo Carrefour y Sabeco perteneciente al grupo Auchan respectivamente. En Portugal, hay 9 tiendas Supercor.[37]
- SuperCor Exprés. Supermercados de cercanía y de espacio reducido. Es un nuevo modelo adoptado por la empresa en diciembre de 2011.

La suma de las tiendas de conveniencia (Supercor, Opencor y Supercor Exprés) a 28 de febrero de 2013 hacen un total de 238.
- Sfera. Tiendas de moda joven y complementos en formato de mediana y pequeña superficie con 68 centros ubicados en España y los 3 ubicados en Portugal y franquiciados los localizados en  Arabia Saudí, Baréin, Bélgica, Egipto, Grecia, Kuwait y México. Nace como respuesta a otras cadenas del tipo de la escandinava H&M o las españolas Mango, Zara y Springfield, estas dos últimas de los grupos Inditex y Cortefiel respectivamente.

En tecnologías de la información y comunicaciones dispone de tres empresas que por orden de aparición son:
- Investrónica. Mayorista de informática y de telefonía.
- Telecor. Comercializadora de servicios de telecomunicaciones para el consumidor y la empresa.

En el sector de servicios el grupo El Corte Inglés se encuentra representado por:
- Grupo Viajes El Corte Inglés. Matriz de un grupo de empresas dedicadas al turismo tanto desde el punto de vista mayorista como minorista. Como agencia de viajes posee 599 delegaciones en todo el mundo de las que 506 se encuentran en España y 93 en el extranjero.
- Grupo de Seguros El Corte Inglés (CESS). Dedicado por un lado a la correduría de seguros y mediación financiera e inmobiliaria mediante el Centro de Seguros y Servicios con oficinas abiertas al público en los centros de El Corte Inglés, y, por otro, con Seguros El Corte Inglés S.A., aseguradora de vida y accidentes y entidad gestora de planes y fondos de pensiones con actividad en España y Portugal. Cuenta con 105 delegaciones en su mayoría situados en los centros comerciales de El Corte Inglés.
- Financiera El Corte Inglés S.A. como empresa de financiación de compras a los clientes y distribuidora de la Tarjeta de Compra de El Corte Inglés. Con presencia en España y Portugal. El 51% del capital social pertenece al Banco Santander desde 2014.[38]
- MEGA 2 empresa de seguridad y servicios a terceros con presencia en España y Portugal.[39]
- Grupo Sicor   Prestación de servicios relacionados con la Seguridad Física y Electrónica, Servicios Integrales, Limpieza y Mantenimiento, Logística, Centro Especial de Empleo y ETT
- Sweno   empresa de telefonía.
- Sweno Energía empresa de energía para el hogar y las empresas.
- Bitcor empresa de criptomonedas.
- Sicor Asiste Teleasistencia a personas mayores

### Comercio electrónico / Digital
En lo referente al comercio electrónico, El Corte Inglés es la primera empresa en número de clientes en España, con 3,7 millones de clientes en 2011. En 2013 se registraron 3,5 millones de clientes y 137 millones de visitas.[cita requerida] En diciembre de 2016 alcanzaron su cima mensual, con más de 14 millones de usuarios únicos y más de 30 millones de visitas a www.elcorteingles.es, aumentando a 32 millones en enero de 2017, convirtiéndose en la web comercial española más visitada de España. Desde 1999 su director general de Comercio Electrónico y División de Venta a Distancia es Ricardo Goizueta Sagues y el director digital es, desde 2012, José María Fernández Ortega. Según Ricardo Goizueta el negocio digital presenta un "crecimiento sostenido por encima de un 35 % los últimos años, más de ocho millones de clientes únicos al mes".

### Otras participaciones destacables
Como empresas instrumentales o auxiliares del negocio principal participadas un 100% salvo que se señale lo contrario:
- Industrias y Confecciones S.A. (INDUYCO) Integrada en el grupo en 2010
- Ason Inmobiliaria de Arriendos S. L.
- Construcciones, Promociones e Instalaciones S.A.
- Editorial Centro de Estudios Ramón Areces S.A.
- Tourmundial Operadores S.A.
- Parinver S.A. (75,83 %)

Como participaciones minoritarias en otros negocios:
- 50 % en Gestión de Puntos de Venta S.A. (Gespevesa) que gestiona las tiendas Opencor en las estaciones de servicio Repsol
- 50 % en Sephora Cosméticos España S. L.
- 6,15 % en Euroforum Escorial S.A.
- 4,36 % en Parque Temático de Madrid S.A.
- 1,7 % en IAG

## Modelo de negocio

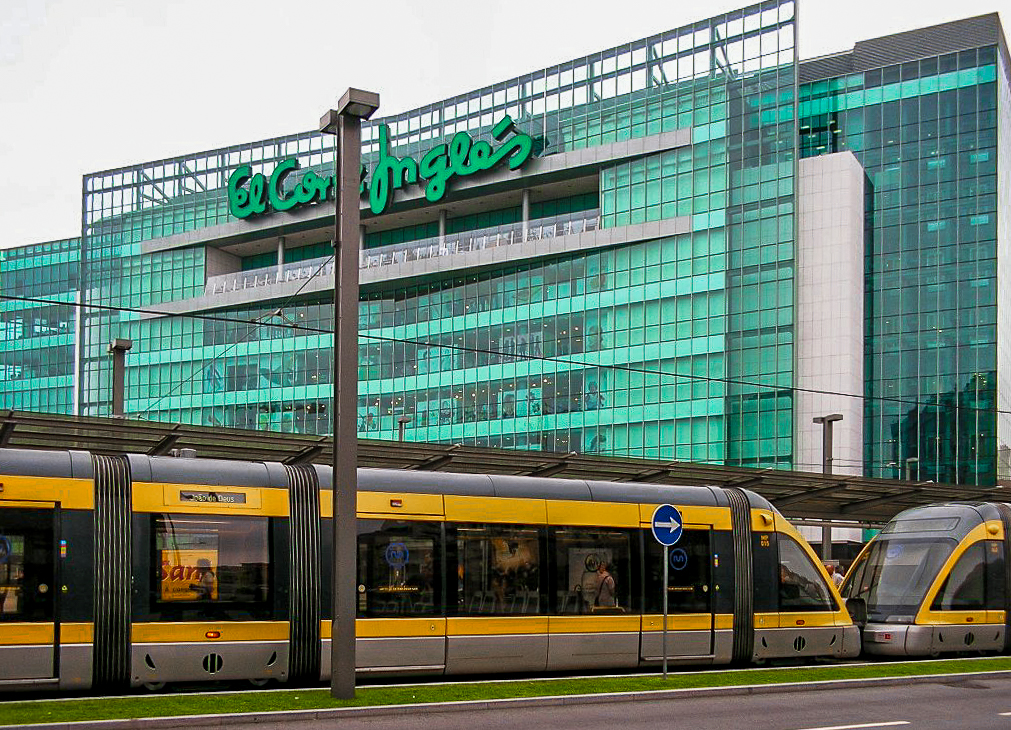
El Corte Inglés en Vila Nova de Gaia, Oporto, Portugal.

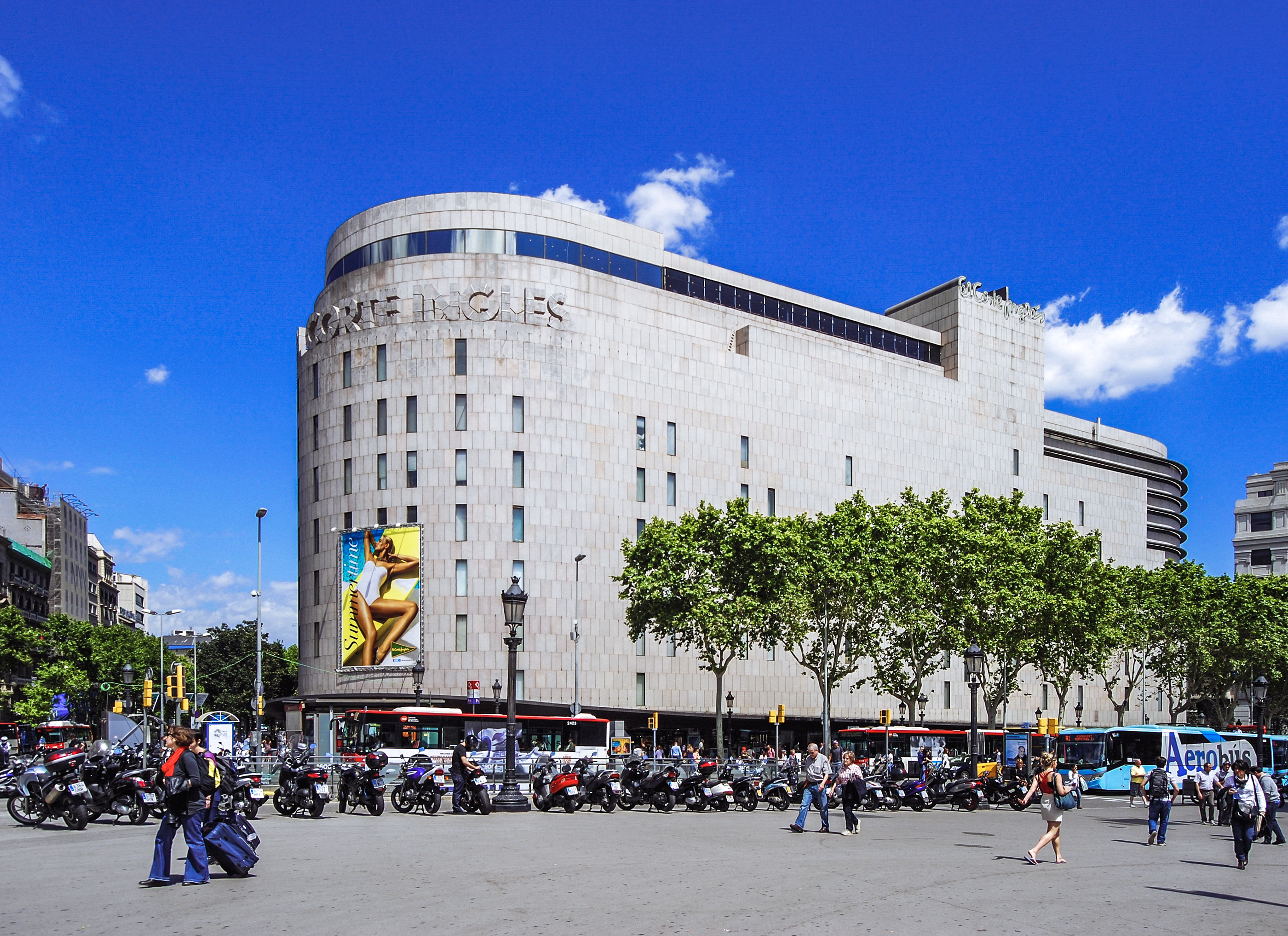
El Corte Inglés en Barcelona, España.

El modelo de negocio de El Corte Inglés, al igual que el de Galerías Preciados en su momento, surge de trasplantar el modelo de gran almacén por departamentos americano al mercado español en una época en la que España surge del aislamiento comercial y de la autarquía económica.
Así su modelo de negocio se configura como la tienda donde se puede comprar todo, de ahí su lema La tienda de todas tus compras, ofreciendo una gran variedad de artículos con todas las calidades disponibles para abarcar a todo tipo de usuarios, una cierta especialización al dividirse en departamentos, un servicio de valor añadido alrededor de la compra (servicio a domicilio, listas de bodas y compras, sastrería y arreglos incluidos en el precio, etc.), y la garantía de calidad y satisfacción del cliente mediante la devolución del precio pagado: Si no queda satisfecho, le devolvemos su dinero.
El modelo anterior en la actualidad se conforma sobre la actuación de la actividad sobre los siguientes actores:

### Clientes
El modelo de venta expresado anteriormente sigue siendo válido hoy. Así en su documento de responsabilidad social empresarial se señala que los cinco pilares de compromiso con el cliente son calidad, servicio, surtido, especialización y garantía.
Estos cinco pilares han producido una fidelización importante de sus clientes y en 2011 sus centros recibieron unos 630 millones de visitas.
En el apartado de la alimentación El Corte Inglés ha lanzado una marca blanca de cesta básica, Aliada.
La Tarjeta de Compras de El Corte Inglés, cuya introducción data de 1968, es una de las más populares en el bolsillo de los españoles, con 11,58 millones de tarjetas activas en 2017. Los titulares de la tarjeta de compras disponen de una carencia automática de un mes en el pago de la liquidación mensual y la posibilidad de aplazar sin intereses (con gastos de gestión) los pagos a tres meses, o con bajos intereses hasta 36 meses. Además tienen derecho a al menos dos horas gratis en aquellos aparcamientos de pago de los centros y con la tarjeta se permite comprar cualquier producto que se venda en los centros pertenecientes al grupo El Corte Inglés. Desde 2006 la tarjeta también permite el pago de compras en las estaciones de servicio del grupo Repsol.
En los seis meses anteriores a noviembre de 2012 la Administración Pública otorgó a El Corte Inglés licitaciones por valor de más de 38 millones de euros.

### Recursos humanos
Su plantilla se componía en 2011 de 99.323 empleados frente a los 102.699 de 2010, de los que el 93% tiene contrato fijo y el 71% tiene jornada completa. Su media de edad se encuentra cercana a los 39 años, con 13 de experiencia. Por sexos, hay un 37% de hombres y un 63% de mujeres, aunque en la categoría de directores y gerentes hay más hombres que mujeres.
Según el informe anual de 2012 su plantilla se componía de 96.678 trabajadores, de los que el 94% tiene contrato fijo y el 64% son mujeres.
La relación tradicional de El Corte Inglés con sus trabajadores ha sido formal, familiar y paternalista, tratando de establecer vínculos recíprocos para la retroalimentación entre la empresa y sus empleados. La empresa proporciona mediante entidades englobadas en el grupo de empresas formación y ayudas para la educación, servicios financieros y adquisiciones subvencionadas o financiadas de bienes y servicios.[cita requerida]
Por el lado negativo El Corte Inglés ha recibido denuncias de discriminación hacia la mujer, represión sindical sobre los sindicatos de clase y responsabilidad directa en casos de explotación laboral. En 2012 también se ha implantado la uniformidad masculina para el personal de venta en todos los centros comerciales de El Corte Inglés e Hipercor.
En la mayoría de centros del grupo de empresas de El Corte Inglés las elecciones sindicales suelen ser ganadas mayoritariamente por Fetico o Valorian, sindicato minoritario a nivel nacional acusado de sindicato amarillo por UGT y CCOO. Por otra parte, empresas del grupo como Induyco están vinculadas por informes de organizaciones tales como Intermon Oxfam en problemas de precariedad y explotación laboral en los centros de producción textil del tercer mundo.

### Proveedores
Según la empresa la relación con los proveedores se basa en una relación y colaboración constante en un marco de confianza mutua. Asimismo en los últimos tres años[¿cuándo?] la empresa sugiere a sus proveedores firmar un compromiso ético en el que se recogen distintos aspectos tanto de calidad y excelencia como de respeto a derechos laborales y medioambientales.[cita requerida]
Respecto a concentración vertical esta se intentó desde bien temprano sobre todo en el sector textil cuando Ramón Areces y otros accionistas de El Corte Inglés fundaron Induyco en 1949, la cual se convirtió en sociedad anónima en 1955. Induyco, sin relación de propiedad con El Corte Inglés, tenía a este último como cliente en exclusiva y a sus empleados se les ofrecían beneficios como si pertenecieran al mismo grupo. En la actualidad Induyco sigue teniendo como cliente mayoritario a El Corte Inglés pero ya sin exclusivas aunque el accionariado es similar al original y su presidente era también Isidoro Álvarez. En 2010 El Corte Inglés integró a Induyco dentro de su estructura corporativa y en 2012 cesó su actividad.  En el ámbito textil igualmente se crearon, para complementar a Induyco, Confecciones Teruel en 1975 e Industrias del Vestido en 1976. Ambas compañías con capital mayoritario del grupo Induyco del que también forman parte Investrónica e Invesgen. Su creación pudo estar motivada por la conflictividad laboral que alcanzó a Induyco en aquellos años.
En el ámbito de suministro de material específico para la venta en 1966 se creó Móstoles Industrial de la misma manera que Induyco. Móstoles Industrial, por el contrario al anterior, sigue teniendo como cliente casi único, y en exclusiva, al grupo sin tener relación de propiedad con este. Su actividad más conocida para el gran público es la fabricación de los muebles de cocina Forlady.
Por otro lado para la gestión del desarrollo inmobiliario se creó en 1976 Construcción, Promociones e Instalaciones S.A. la cual está compuesta por capital del grupo en su totalidad y se encarga desde la construcción de nuevos centros hasta la reformas de los ya existentes.

### Publicidad y promoción
El Corte Inglés es una de las empresas que más dinero invierten en publicidad. En 2011 el Grupo El Corte Inglés fue el primer grupo anunciante de España con una inversión de 171,3 millones de euros y, como anunciante individual, El Corte Inglés fue el tercero de España con una inversión de 99,8 millones de euros.
El Corte Inglés realiza periódicamente grandes campañas publicitarias, como la Semana Fantástica y los Ocho Días de Oro, para anunciar rebajas en sus productos. En navidades organiza el espectáculo de animación Cortylandia en sus principales establecimientos.
Además, El Corte Inglés, como parte de su cultura empresarial, participa económicamente en numerosas actividades de patrocinio, lo cual también le sirve como forma de promoción. Como ejemplo de ello está el Rally El Corte Inglés prueba automovilística que se disputó bajo ese nombre en las Islas Canarias desde 1977 hasta 2001.
Por estos motivos, y por la enorme potencia e influencia de El Corte Inglés, se le ha acusado de producir limitaciones a la libertad de prensa o a la publicidad de opiniones.
Los anuncios y las publicidades de El Corte Inglés también juegan un papel importante en Portugal. Son los mismos que en España y son traducidos al portugués.

## Presencia geográfica
El Corte Inglés cuenta con 92 centros en su formato original, con presencia en España y Portugal, distribuidos de las siguientes ciudades:
- Albacete
- Alicante
- Elche
- Avilés
- Gijón
- Oviedo (2)
- Badajoz
- Barcelona (3)
- Bilbao
- Cornellá de Llobregat
- Sabadell
- Burgos
- Algeciras
- Cádiz
- Jerez de la Frontera
- Santander
- Castellón
- Córdoba (2)
- Santiago de Compostela
- La Coruña
- El Ejido
- Gerona
- Granada (2)
- Guadalajara
- Éibar
- Huelva
- Palma de Mallorca (2)
- Jaén
- Las Palmas de Gran Canaria (2)
- León
- Lisboa
- Alcalá de Henares
- Alcorcón
- Arroyomolinos
- Getafe
- Leganés (2)
- Madrid (7)
- Pozuelo de Alarcón
- Málaga (2)
- Marbella
- Murcia (2)
- Cartagena
- Pamplona
- Vigo
- Oporto
- Salamanca
- Santa Cruz de Tenerife
- Sevilla (3)
- San Juan de Aznalfarache
- Tarragona
- Talavera de la Reina
- Valencia (4)
- Arroyo de la Encomienda
- Valladolid
- Vitoria
- Zaragoza (3)

## Outlet El Corte Inglés
Son tiendas de ropa de temporadas anteriores con descuento.

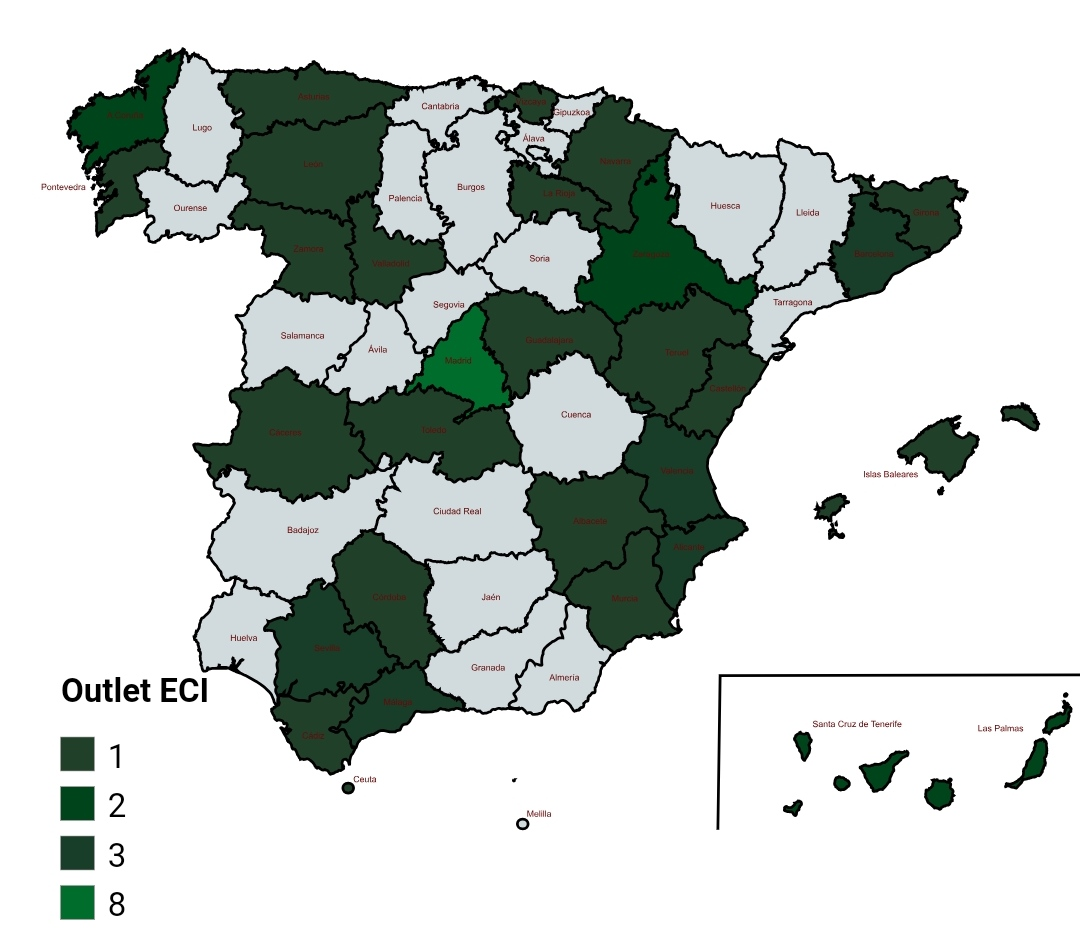
Outlet ECI en España

Presencia Geográfica en España

  O Porriño
  Altamira
  Ferrol
  Pola de Siero
  Baracaldo
  Huarte
  Logroño
  Zaragoza (2)
  Gerona
  Tarrasa
  Barcelona
  Palma de Mallorca
  Castellón de la Plana
  Valencia (2)
  Gandía
  Finestrat
  San Vicente del Raspeig
  Torrevieja
  Molina del Segura
  Lucena
  Málaga
  Torremolinos
  Mijas
  Jerez de la Frontera
  Sevilla (2)
  San Juan de Aznalfarache
  Ceuta
  Telde
  Agüimes
  San Cristóbal de la Laguna
  La Orotava
  Cáceres
  Albacete
  Olias del Rey
  Guadalajara
  Zamora
  León
  Arroyo de la Encomienda
  San Sebastián de los Reyes
  Torrejón de Ardoz
  Boadilla del Monte
  Alcorcón
  Leganés
  Madrid (3)
 España (52)

## Marcas

### Generales
- El Corte Inglés: general.
- Hipercor: general (solo en centros Hipercor).
- Supercor: Supermercados en las ciudades.

### Telecomunicaciones
- Sweno: telefonía.
- Telecor: telefonía.

### Criptomonedas
- Bitcor: Criptomonedas.

### Seguridad
- Sicor: seguridad privada.

### Otras

#### Alimentación
- Aliada: marca blanca o del distribuidor.
- Special Line: alimentos dietéticos.

#### Cultura
- Ámbito Cultural: eventos culturales, exposiciones, premios literarios, cinematográficos, musicales y de pintura, patrocinios...
- Los Imprescindibles. Edición Coleccionista. El Corte Inglés (DVD)
- Cineclub: colección de DVD de cine clásico.
- Pitiflú: guía infantil - talleres, cuentacuentos, espectáculos de magia, representación de títeres y demás propuestas relacionadas con el circo y el teatro para niños.
- Rubiños 1860: librería.[61]

El área de cultura de El Corte Inglés utiliza también desde 2003 las denominaciones Espacio de Música, Espacio de Cine y Espacio de Libros que actualmente está utilizando como marcas en línea y offline.
En 2011 se creó un nuevo concepto de tienda denominada Mundo Cómic, un espacio específico dedicado al tebeo y la novela gráfica, así como merchandising asociado, videojuegos y películas basadas en cómics.

#### Electrodomésticos, electrónica e informática
- Digrato: cafeteras y cápsulas monodosis de café.
- Inves: informática.
- Saivod: electrodomésticos y electrónica.
- Ansonic: electrodomésticos y electrónica (solo en centros Hipercor).

#### Deportes
- Boomerang: deportes.
- Runfit: deportes (solo en centros Hipercor).
- Sportown: tienda de deportes del Grupo ECI.

#### Ropa
- Alía: ropa.
- Dustin: ropa.
- Easy Wear: ropa
- Emidio Tucci: trajes de hombre.
- Énfasis: ropa.
- Formul@ Joven: ropa.

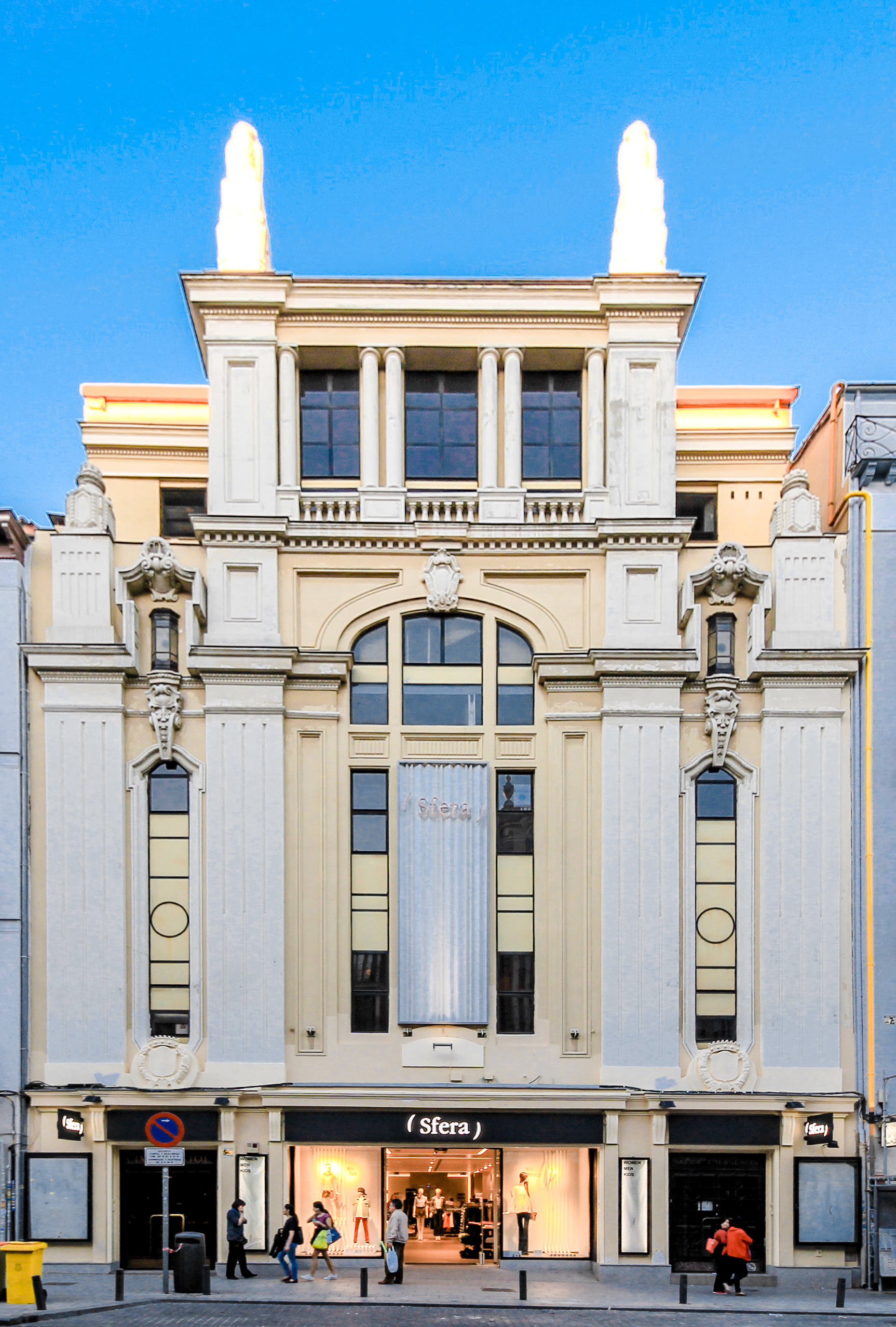
Tienda de Sfera en Madrid.

- Gloria Ortiz: ropa y complementos.
- Lloyd's: ropa.
- Privium: ropa hogar.
- Sfera: ropa.
- Yera: ropa.
- Unit: ropa (solo en centros Hipercor).
- Di-Bye: ropa exclusiva en centros outlet.

#### Otras
- Urban-Chic: hogar (solo en centros El Corte Inglés).
- Urban-Class: hogar (solo en centros El Corte Inglés).
- Casa Actual: hogar (solo en centros Hipercor).
- La Tienda en Casa: venta a distancia (Televisión / Internet).
- Línea Pura: cosmética.
- Oleada: cosmética.
- Oralli: accesorios de viaje.
- Doblecero: tarjeta de fidelización.
- Plantea: dermocosmética.
- Primeriti: web de ventas flash del Grupo El Corte Inglés.
- Veckia: cosmética (solo en centros Hipercor y Supermercado El Corte Inglés)